# Brachypelma vagans
Brachypelma vagans (лат.) — вид пауков-птицеедов из рода Brachypelma, известен как Мексиканский красноволосый паук-птицеед. Ареал — влажные тропические леса Центральной Америки — Мексика, Гватемала, Белиз, Сальвадор. Наземные, роющие пауки. Название получили из-за цвета волосков на абдомене.
В 1996 году был обнаружен в Сент-Люси, штат Флорида. Считается подверженным риску исчезновения.

## Описание
Взрослая особь достигает 6—7 см по телу и до 16 см в размахе лап. Половая зрелость у самок наступает в 2—3 года, а у самцов в 1,5—2 года. В коконе содержится 600—1200 яиц
. Срок жизни самок Brachypelma vagans достигает 20 лет. Яд этих пауков не опасен для жизни человека, но при опасности они сбрасывают с брюшка волоски, вызывающие аллергическую реакцию.

## Питание
Питаются сверчками, тараканами различных видов (наиболее известные — мраморный таракан и Blaberus craniifer), личинками зофобаса и мучным червём. Взрослых пауков можно кормить мадагаскарскими тараканами, мелкими лягушками и небольшими мышами.

## Содержание
Паукам этого вида требуется влажность 70-80 % и температура 20-25 градусов. Взрослым особям необходима поилка, подросткам достаточно опрыскивать субстрат раз в 2-3 дня.